# Grönansommar
Grönansommar var ett underhållningprogram från Gröna Lund som sändes i sex avsnitt i Sveriges Television sommaren 1986.
Programmen var uppdelade i två avdelningar, först en timmes artistuppträdanden och sedan en avslutande halvtimme med bryggdans.
Varje avsnitt hade olika teman t.ex. "Lördagskväll med drag och blås" eller "Mer pop än rock". 
Varje avsnitt hade en ny programvärd som höll ihop showen och själv bjöd på några solonummer. Bland programledarna fanns Björn Skifs, Gnesta Kalle, Kjell Lönnå, Laila Westersund och Elisabeth Söderström. 
Medverkande gästartister var bl.a. Lars Berghagen, Siw Malmkvist, Göran Fristorp, Sven-Ingvars, Totte Wallin, Gemini, Bangles, Joan Armatrading, Fjedur, Curt Borkman och Bröderna Djup. I femte avsnittet som hade rubriken "Narr och gyckel" medverkade internationella varietéartister, gycklare, jonglörer och cykelakrobater.